# Szon Jonggi
Szon Jonggi (hangul: 손영기, RR: Son Yeong-gi; 1985. május 30. –) Ázsia-bajnok dél-koreai tőrvívó.

## Sportpályafutása
Három aranyérmet szerzett az Ázsia-bajnokságokon, 2019-ben pedig a vívó-világbajnokságon bronzérmes lett egyéni tőrvívásban.